# (54237) Hiroshimanabe
(54237) Hiroshimanabe (2000 JD18) – planetoida z pasa głównego asteroid okrążająca Słońce w ciągu 5,58 lat w średniej odległości 3,14 j.a. Odkryta 5 maja 2000 roku.